# Oronzo Memola
Oronzo Memola (Hensies, 18 de febrero de 1950) fue un piloto de motociclismo belga, que disputó el Campeonato del Mundo de Motociclismo desde 1969 hasta 1979. Su mejor temporada fue la de 1972, cuando acabó decimoquinto en la clasificación general en la cilindrada de 250cc.

## Resultados en el Campeonato del Mundo
Sistema de puntuación desde 1969 hasta 1987:
| Posición | 1.º | 2.º | 3.º | 4.º | 5.º | 6.º | 7.º | 8.º | 9.º | 10.º |
| Puntos   | 15  | 12  | 10  | 8   | 6   | 5   | 4   | 3   | 2   | 1    |

### Carreras por año
(Carreras en negrita indica pole position; Carreras en cursiva indica vuelta rápida)
| Año  | Clase | Moto      | 1       | 2       | 3       | 4       | 5      | 6      | 7       | 8       | 9       | 10      | 11      | 12      | 13      | Pts. | Pos. |
| ---- | ----- | --------- | ------- | ------- | ------- | ------- | ------ | ------ | ------- | ------- | ------- | ------- | ------- | ------- | ------- | ---- | ---- |
| 1969 | 50cc  | Negrini   | ESP -   | GER -   | FRA -   | NED -   | BEL 11 | RDA -  | CZE -   | ULS -   | NAT -   | YUG -   |         |         |         | 0    | -    |
| 1970 | 50cc  | Kreidler  | GER Ret | FRA -   | YUG -   | NED -   | BEL 14 | RDA -  | CZE -   | ULS -   | NAT Ret | ESP 12  |         |         |         | 0    | -    |
| 1970 | 250cc | Yamaha    | GER Ret | FRA -   | YUG -   | IOM -   | NED -  | BEL 10 | RDA -   | CZE -   | FIN -   | ULS -   | NAT -   | ESP 5   |         | 7    | 26.º |
| 1971 | 50cc  | Kreidler  | AUT -   | GER -   | NED 16  | BEL -   | RDA -  | CZE -  | SWE -   | NAT -   | ESP -   |         |         |         |         | 0    | -    |
| 1971 | 125cc | Aermacchi | AUT -   | GER -   | IOM -   | NED -   | BEL 15 | RDA -  | CZE -   | SWE Ret | FIN -   | NAT -   | ESP -   |         |         | 0    | -    |
| 1971 | 250cc | Yamaha    | AUT -   | GER -   | IOM -   | NED -   | BEL -  | RDA -  | CZE -   | SWE Ret | FIN -   | NAT -   | ESP -   |         |         | 0    | -    |
| 1972 | 125cc | Yamaha    | GER -   | FRA -   | AUT -   | NAT -   | IOM -  | YUG -  | NED -   | BEL -   | RDA -   | CZE -   | SWE -   | FIN -   | ESP Ret | 0    | -    |
| 1972 | 250cc | Yamaha    | GER 4   | FRA Ret | AUT -   | NAT Ret | IOM -  | YUG -  | NED 6   | BEL 9   | RDA -   | CZE -   | SWE -   | FIN Ret | ESP 9   | 17   | 15.º |
| 1972 | 350cc | Yamaha    | GER -   | FRA -   | AUT -   | NAT -   | IOM -  | YUG -  | NED -   | BEL -   | RDA -   | CZE -   | SWE -   | FIN Ret | ESP -   | 0    | -    |
| 1973 | 125cc | -         | FRA -   | AUT -   | GER Ret | NAT -   | IOM -  | YUG -  | NED Ret | BEL -   | CZE -   | SWE Ret | FIN Ret | ESP -   |         | 0    | -    |
| 1973 | 250cc | Yamaha    | FRA DNS | AUT -   | GER Ret | NAT -   | IOM -  | YUG -  | NED Ret | BEL DSQ | CZE -   | SWE Ret | FIN Ret | ESP -   |         | 0    | -    |
| 1979 | 250cc | Yamaha    | VEN -   | AUT -   | GER -   | NAT -   | ESP -  | YUG -  | NED -   | BEL Ret | SWE -   | FIN -   | GBR -   | CZE -   | FRA -   | 0    | -    |